# ビッグスポーツ
『ビッグスポーツ』（Big Sports）は、1966年4月10日から1990年代頃までNETテレビ→テレビ朝日（1977年4月以降）で放送されていたスポーツ中継番組である。

## 概要
番組開始当初は毎週日曜日の17時から18時。1969年10月より16時30分から17時30分。1975年4月には『日曜演芸会』の移動に伴い、13時45分から14時55分の枠へ移動。同年10月には『せんみつのJOYJOYスタジオ』の開始に伴い、土曜日の16時から16時55分の枠へ移動。1988年4月には『ワールドプロレスリング』の移動に伴い、日曜日の深夜枠へ移動し『ビッグスポーツ・ワールド』（Big Sports World）に改題した。
番組では主としてアマチュアスポーツにスポットを当て、その試合中継や選手のドキュメンタリーなどを放映した。『ビッグスポーツ・ワールド』時代は、前半に世界各地のスポーツ情報・後半にスポーツ中継という構成で放映した。

## 出演者
●…担当当時NET→テレビ朝日アナウンサー。
- 榎本猛（開始当時の司会者[2]）●
- 木原美知子（司会者）[3]
- 吉澤一彦（1977年10月 - 1980年3月。実況などを担当[4]。担当競技はバレーボール・バスケットボール・体操・ボウリング・クレー射撃など[4]）●
- 宮嶋泰子（1977年10月 - 1983年。体操・バレーボールのリポーター、体操・新体操・シンクロナイズド・スイミングなどのメイン実況を担当[5]）●
- 森下桂吉（新人だった1982年頃に新体操のリポーター。その後バドミントンリポーター、ハンドボールを担当[6]）●
- 大熊英司（『ビッグスポーツ・ワールド』だった1989年4月 - 1991年3月に司会者、テニス中継実況を担当[1]）●
- 三好康之●
- 田中真理子●[7]
- 高橋亨子（『ビッグスポーツ・ワールド』時代の1988年4月 - 1991年3月にキャスターを担当[8]）
- 渡辺功（『ビッグスポーツ・ワールド』時代）
- 雪野智世（『ビッグスポーツ・ワールド』時代）●

参考：第1回の出演者
- 榎本猛
- アントン・ヘーシンク
- 河西昌枝
- 三宅義信
- 遠藤幸雄

## 備考
アサヒビール一社提供による冠スポンサー番組として、『アサヒ ビッグスポーツ』のタイトルで放送している時期があった。
本番組開始に伴い、テレビ朝日では毎年優れた日本人スポーツ選手を顕彰する「ビッグスポーツ賞」を創設。終了後も表彰を続けている。
番組のマスコットとして熊が腕組みをしたキャラクターがあったが、それをモチーフにした着ぐるみなどが登場することは無かった。
テーマソングには、テレビ朝日のスポーツ番組共通の『スポーツマン』（作曲：レイモンド服部）→『テレビ朝日・スポーツテーマ』（作曲：いずみたく）→『朝日に栄光あれ』（作曲：神津善行）が使われた。
関西地方（近畿広域圏）では昭和50年（1975年）3月30日まで毎日放送で同時ネットを実施していたが、NET系列とTBS系列のネットチェンジに伴って、翌週（4月5日）の放送分からネット局が朝日放送（ABCテレビ）へ移行した。当時のABCではスポーツ番組のテーマソングに『ウィーンはいつもウィーン』（作曲：ヨハン・シュランメル）に使用していて、テレビ朝日制作のスポーツ番組を放送する場合にも上記のテーマソングを独自に差し替えていたが、本番組については上記のテーマソングをそのまま使用した。
試合中継の際には開催地にかかわらずNET→テレビ朝日の主導で制作し、地元の系列局（在阪準キー局の毎日放送→朝日放送やクロスネット局を含む）は制作協力団体としての参加だった。ANN加盟時代の秋田テレビも制作協力に参加したことがあった。